# 미얀마의 재외공관 목록

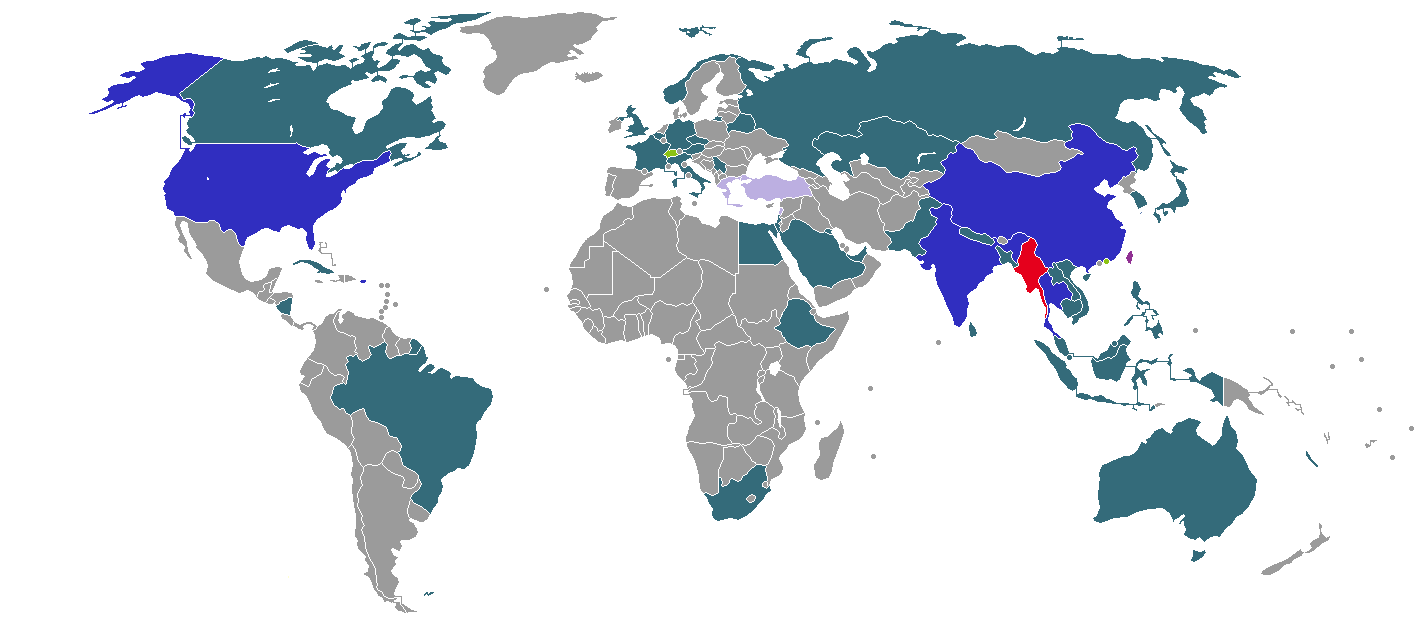
미얀마의 재외공관

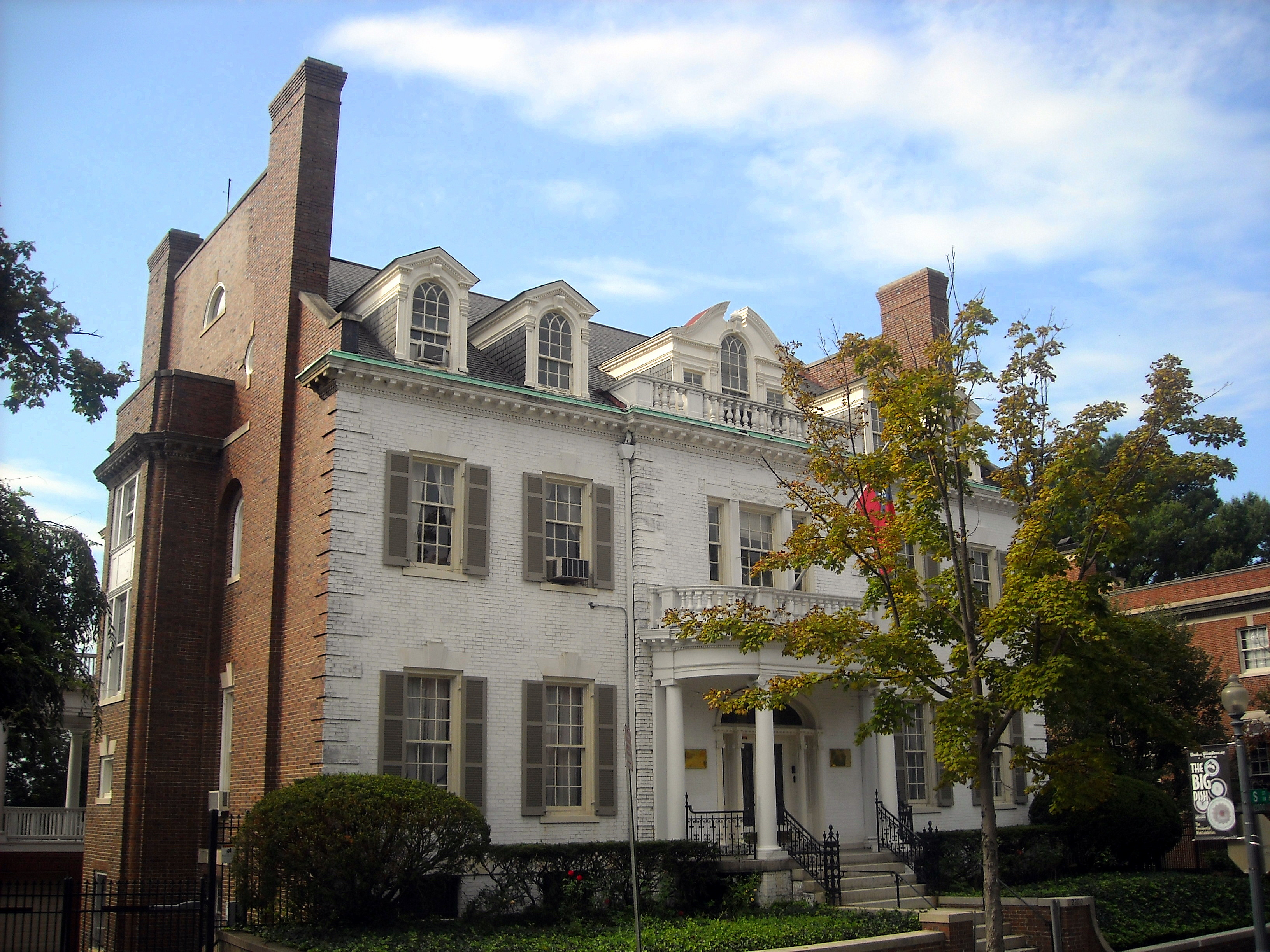
워싱턴 D.C. 주재 미얀마 대사관

미얀마의 재외공관 목록은 미얀마 주재 대사관을 각국에 상주시켜 놓는 것을 의미하며 미얀마의 재외공관을 나열한 목록이다.

## 아프리카
- 이집트 : 카이로 (대사관)
- 남아프리카 공화국 : 프리토리아 (대사관)

## 아메리카
- 브라질 : 브라질리아 (대사관)
- 캐나다 : 오타와 (대사관)
- 미국 : 워싱턴 D.C. (대사관)

## 아시아
- 방글라데시 : 다카 (대사관)
- 브루나이 : 반다르스리브가완 (대사관)
- 캄보디아 : 프놈펜 (대사관)
- 중화인민공화국 : 베이징시 (대사관), 홍콩 (총영사관), 쿤밍 시 (총영사관), 난닝시 (총영사관)
- 인도 : 뉴델리 (대사관)
- 인도네시아 : 자카르타 (대사관)
- 이스라엘 : 텔아비브 (대사관)
- 일본 : 도쿄도 (대사관)
- 대한민국 : 서울특별시 (대사관)
- 쿠웨이트 : 쿠웨이트시티 (대사관)
- 라오스 : 비엔티안 (대사관)
- 말레이시아 : 쿠알라룸푸르 (대사관)
- 네팔 : 카트만두 (대사관)
- 파키스탄 : 이슬라마바드 (대사관)
- 필리핀 : 마닐라 (대사관)
- 사우디아라비아 : 리야드 (대사관)
- 싱가포르 : 싱가포르 (대사관)
- 스리랑카 : 콜롬보 (대사관)
- 태국 : 방콕 (대사관)
- 베트남 : 하노이 (대사관)

## 유럽
- 벨기에 : 브뤼셀 (대사관)
- 프랑스 : 파리 (대사관)
- 독일 : 베를린 (대사관)
- 이탈리아 : 로마 (대사관)
- 러시아 : 모스크바 (대사관)
- 세르비아 : 베오그라드 (대사관)
- 영국 : 런던 (대사관)

## 오세아니아
- 오스트레일리아 : 캔버라 (대사관)

## 대표부
- EU 미얀마 정부 대표부 : 브뤼셀
- ASEAN 미얀마 정부 대표부 : 자카르타
- UN 미얀마 정부 대표부 : 제네바, 뉴욕

## 같이 보기
- 미얀마 주재 외국공관 목록